# Place Castellane
La Place Castellane es una plaza situada en el Distrito VI de Marsella, Francia, cerca del centro de la ciudad. Debe su nombre a Henri-César de Castellane-Majastre, quien ofreció el terreno y la financiación de las obras en 1774.
Antes de ser sustituido por una fuente, esta plaza tenía en su centro un obelisco, entre 1811 y principios del siglo XX. Esto fue con ocasión del nacimiento de hijo del emperador Napoleón I: el Rey de Roma.
En su libro La flèche d'or ("La flecha de oro"), Joseph Conrad habla de esta plaza con el obelisco: «En el extremo de la Rue de Rome, el soplo violento y helado del mistral rodea la victoria de un extenso rastro de sol brillante, pero desprovisto de calor. Giramos a la derecha, rodeando majestuosamente el obelisco bastante cutre colocado a la entrada del Prado.» Esta novela está ambientada en 1875.
Desde el 12 de noviembre de 1911, este obelisco fue trasladado al barrio de Mazargues y sustituido por la fuente «Jules Cantini», una de las más bonitas de la ciudad, que representa a Marsella en la cima de una columna; sus rostros evocan el Mediterráneo, que señala con su dedo hacia la rada, y el Ródano, representado alegóricamente en todas las etapas de su recorrido, desde su nacimiento hasta su desembocadura. Fue esculpida entre 1911 y 1913 por el tolonés André-Joseph Allar en mármol de Carrara a petición de Jules Cantini.
Esta plaza es uno de los dos lugares donde se cruzan las dos líneas del Metro de Marsella y constituye el término de la línea 3 del tranvía.

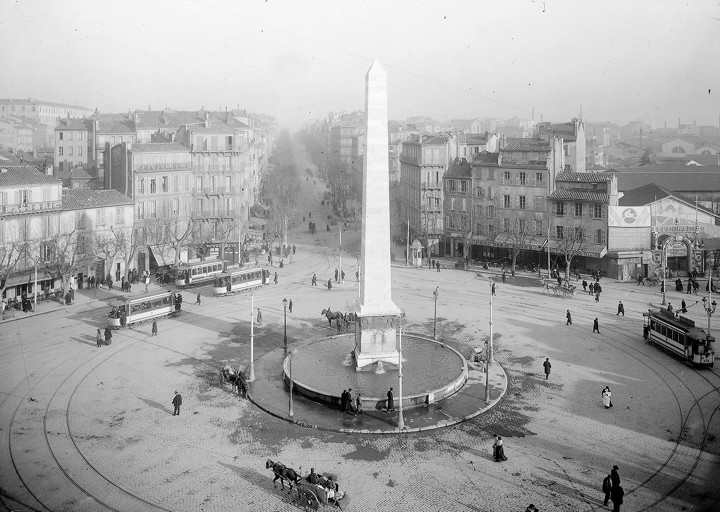
El obelisco a principios del siglo XX.
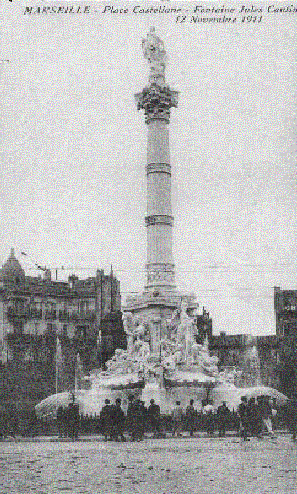
La fuente de la Place Castellane el año de su inauguración.
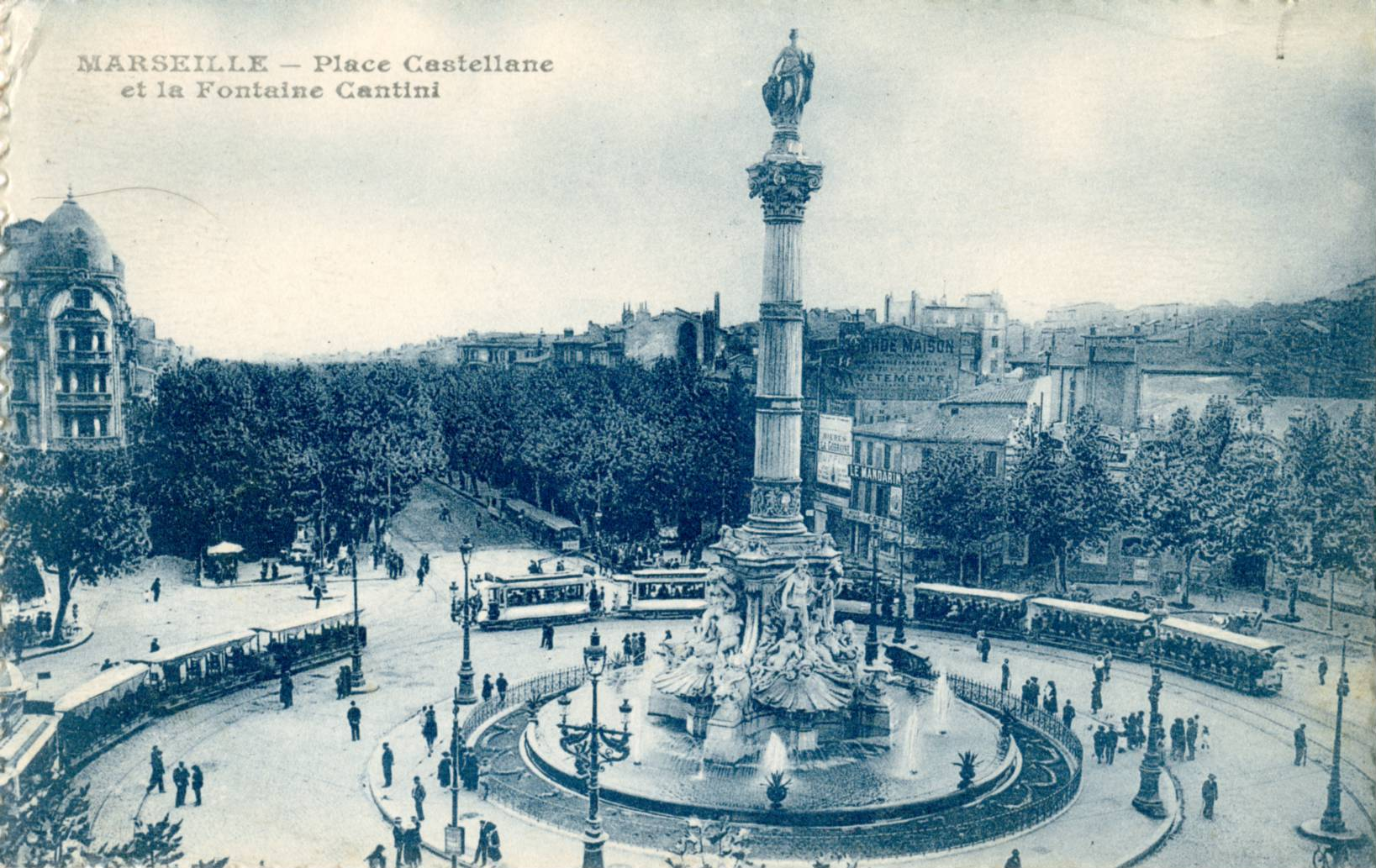
La Place Castellane poco después de la inauguración de la fuente Cantini, rodeada de trenes del antiguo tranvía de Marsella.
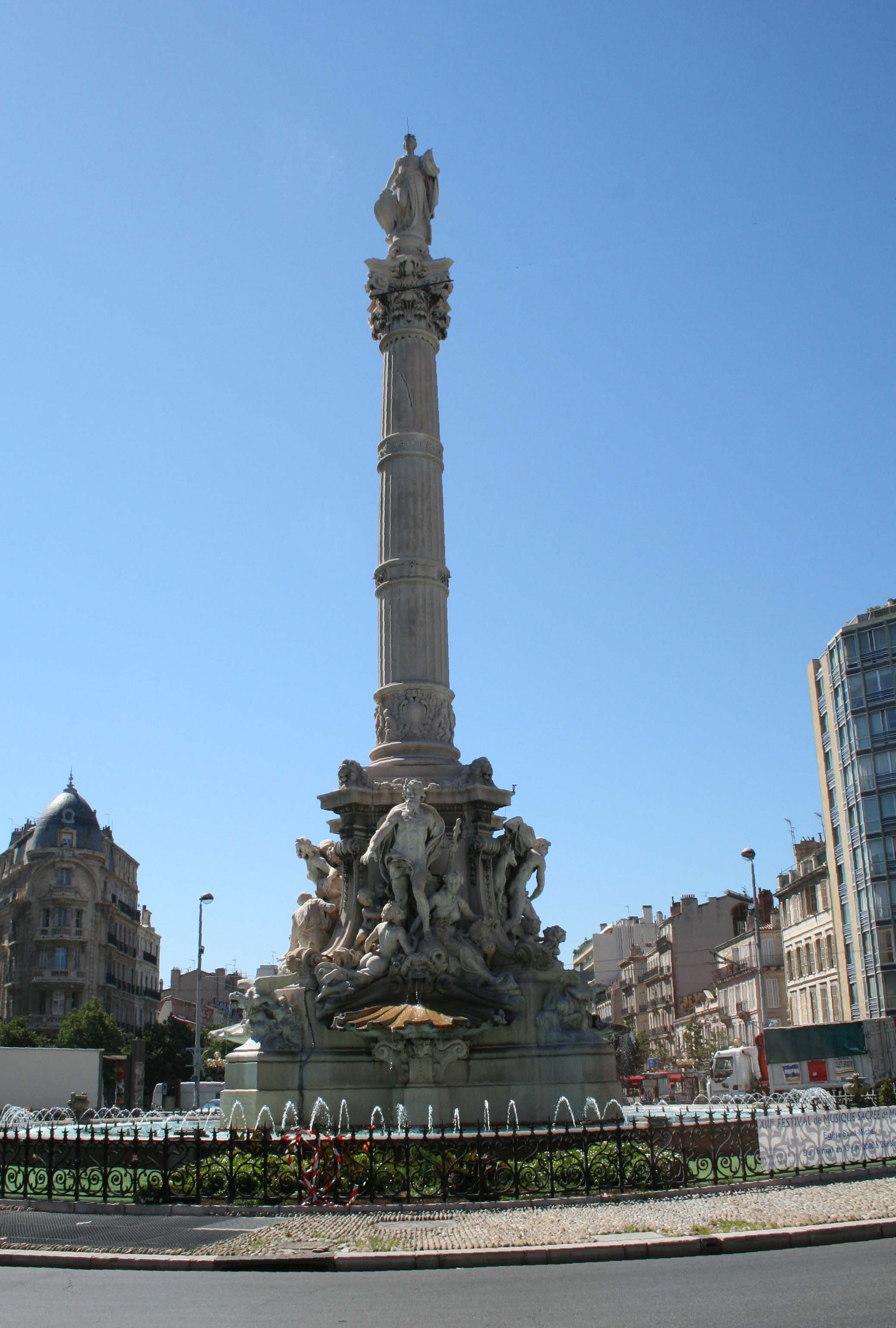
La Place Castellane.